# Studia Etymologica Cracoviensia
Studia Etymologica Cracoviensia (SEC) – międzynarodowy rocznik poświęcony badaniom etymologicznym, założony w 1996 r. przez Marka Stachowskiego (Uniwersytet Jagielloński), który pełnił do 2015 r. funkcję redaktora naczelnego. Pojedynczy tom liczy ok. 200 stron. Na treść tomu składają się artykuły i recenzje, przy czym recenzji jest stosunkowo niewiele i nie w każdym tomie. „SEC” publikuje prace wyłącznie oryginalne i tylko w języku angielskim, niemieckim i francuskim. Nadesłane materiały są przed opublikowaniem recenzowane przez anonimowych ekspertów. Redakcja nie stawia ograniczeń co do objętości prac – obok jedno- lub dwustronicowych przyczynków znajdują się tu również studia obejmujące ponad 70 stron.
Tomy 10 (2005) i 11 (2006) zostały pomyślane jako dwutomowa edycja poświęcona 170. rocznicy ukazania się przełomowego ongiś dzieła Augusta Friedricha Potta Etymologische Untersuchungen auf dem Gebiete der indo-germanischen Sprachen (1833–1836). W niektórych tomach zamieszczane są również krótkie noty nekrologowe informujące o śmierci współczesnych etymologów (zwłaszcza współpracujących z „SEC”).
Tom 13 (2008) poświęcony jest w większości etymologii nazw własnych.
Tom 14 (2009) poświęcony jest pamięci zmarłego współpracownika redakcji, prof. E. Helimskiego.
Międzynarodowy charakter pisma wyraża się w publikowaniu prac tylko w trzech największych językach kongresowych; w prezentacji studiów o dowolnych językach świata, jeśli tylko dana praca ma charakter rozprawy etymologicznej – ilościowo dominują tu prace o językach indoeuropejskich i tureckich, ale obecne są także etymologie z innych rodzin językowych, np. etymologie mongolskie, ajnuskie, berberskie, fińskie, węgierskie, koreańskie, japońskie, semickie itd.; we współpracy z autorami z różnych krajów i kontynentów – w 18 opublikowanych dotąd (1996–2013) tomach reprezentowane były następujące kraje: Australia, Austria, Belgia, Bułgaria, Chiny, Czechy, Dania, Finlandia, Francja, Hiszpania, Holandia, Islandia, Japonia, Kanada, Litwa, Łotwa, Niemcy, Polska, Rosja, Serbia, Stany Zjednoczone, Szwecja, Turcja, Ukraina, Węgry, Wielka Brytania, Włochy. Poza Polską (101 tytułów) najwięcej artykułów do publikacji dostarczyli autorzy z następujących krajów (w nawiasie podana jest liczba artykułów z danego kraju): Niemcy (44); Węgry (14); Australia i Stany Zjednoczone (po 13); Holandia i Finlandia (po 11); Francja (7), Rosja (6); Litwa (5).
„SEC” jest obecnie jedynym w świecie pismem o takiej specjalizacji. W latach 1963–2006 ukazywał się w Rosji rocznik „Etimologija”, który jednak od pewnego czasu przeżywa trudności finansowe, a i poprzednio nie było to pismo prawdziwie międzynarodowe, gdyż autorzy wywodzili się w znakomitej większości tylko z ZSRR/Rosji, a językiem publikacji był wyłącznie rosyjski, co zniechęcało etymologów z innych krajów, zwłaszcza nie-slawistów, do współpracy. Natomiast od roku 2000 ukazuje się w Czechach seria „Studia Etymologica Brunensia” – nie jest to jednak czasopismo, ale właśnie seria tomów z materiałami konferencji slawistycznych organizowanych w Brnie. Poszczególne tomy tej serii ukazują się w nierównych odstępach czasu i są poświęcone wyłącznie etymologii słowiańskiej.
Publikowane w „SEC” artykuły mają dwojaki charakter: są to albo studia szczegółowe, materiałowe o pochodzeniu poszczególnych wyrazów bądź formacji gramatycznych, albo też prace ogólniejsze, dotyczące metodologii badań i leksykografii etymologicznej.
Ponadto w tomach 2 (1997), 3 (1998) i 5 (2000) ukazała się trzyczęściowa A Current Bibliography of Turkic Etymologies, która obok zwykłego spisu prac etymologicznych przynosi też alfabetyczny indeks wyrazów zetymologizowanych w piśmiennictwie turkologicznym za lata 1994–1999.
Również recenzje są dwojakie: są to albo stosunkowo krótkie (2–5 str.) omówienia, albo też obszerne (15–20 str.) polemiczne artykuły recenzyjne.